# Adrian Carmack
Adrian Carmack, född 5 maj 1969, är en av de fyra medgrundarna av id Software. Han arbetade som grafiker och var delägare fram till 2005 då han lämnade företaget.
Adrian Carmack växte upp i Shreveport, Louisiana. Fram till 1991 arbetade Carmack på internetföretaget Softdisk i Shreveport. Därefter lämnade han Softdisk tillsammans med kollegorna Tom Hall, John Romero och John Carmack (inte släkt) och grundade id Software. Där var han med och utvecklade bland annat Commander Keen, Wolfenstein 3D, Doom, Doom II och Quake. Carmack var även den som först myntade uttrycket gibs, för de blodiga kroppsdelar som blev kvar efter att datorspelskaraktärer exploderade.
Carmack lämnade id 2005 efter Doom 3 släppts. Vid tillfället angav han skälet att han kände att han hade gjort allt han kunnat inom datorspelsbranschen och ville tillbringa mer tid inom konsten. I september 2005 avslöjade Wall Street Journal att han stämt sina tidigare kollegor för att ha tvingat ut honom ur företaget i ett försök att få honom att sälja sina 41 % av företaget för 11 miljoner dollar enligt ett kontrakt han ville att domstolen skulle annullera. 11 miljoner dollar ansågs vara bara en bråkdel av det faktiska värdet av hans andel, vilken bedömdes vara värd närmare 40 miljoner dollar efter att Activision hade bjudit 105 miljoner dollar för företaget år 2004.
I september 2014 avslöjades det att Carmack var den nya ägaren av Heritage Golf & Spa Resort i Killenard, Irland.